# Drimolen
Drimolen est un site préhistorique du Gauteng, en Afrique du Sud, qui a livré des fossiles de Paranthropus robustus et d'espèces du genre Homo. La stratigraphie du site couvre une vaste période allant de 2,6 à 1,4 millions d'années. Une importante paléofaune fossile de carnivores et de bovidés a aussi été mise au jour. Le site est situé à environ 7 km au nord de Sterkfontein. Il fait partie des sites des hominidés fossiles d'Afrique du Sud, inscrits au Patrimoine mondial de l'Unesco.
Une étude publiée en 2020 a annoncé la découverte à Drimolen des plus anciens fossiles d'Homo ergaster (en anglais Homo erectus sensu lato) connus en Afrique, ainsi que de nouveaux fossiles de Paranthropus robustus, tous datés d'environ 2 millions d'années.

## Historique
Le site a été découvert le 9 juillet 1992 par André Keyser, qui a continué à diriger les fouilles jusqu'à sa mort en 2010. Le 21 octobre 1994, André Keyser a découvert le crâne DNH 7 (surnommé Eurydice), le plus complet jamais trouvé de l'espèce Paranthropus robustus,. Colin Menter dirigea les recherches et les fouilles de 2010 à 2016. Ont participé à différentes campagnes de fouilles des chercheurs de l'université de Florence, en Italie (2006-2012), de l'université de Victoria, au Canada (2011, 2012, 2014), et de l'université de La Trobe, en Australie (2013-2018).
Le permis et les fouilles sur le site ont été repris par Stephanie Baker de l'université de Johannesbourg en 2017, en collaboration avec Andy Herries, de l'université de La Trobe (et de l'université de Johannesbourg), dans le cadre de l'Australian Research Council Discovery Project (2017–2021).

## Site principal de Drimolen
La zone classique du site est connue sous le nom de site principal de Drimolen. C'est là qu'André Keyser a découvert des fossiles de Paranthropus robustus et des fragments fossiles d'espèces indéterminées du genre Homo. L'âge de ce gisement se situe entre 2 et 1,4 Ma, c'est-à-dire approximativement le même âge que le site voisin de Swartkrans.
Le site principal a également livré certains des plus anciens outils en os connus au monde et certains des plus anciens outils en pierre d'Afrique du Sud. Tous les fossiles d'hominines trouvés à ce jour l'ont été sur le site principal

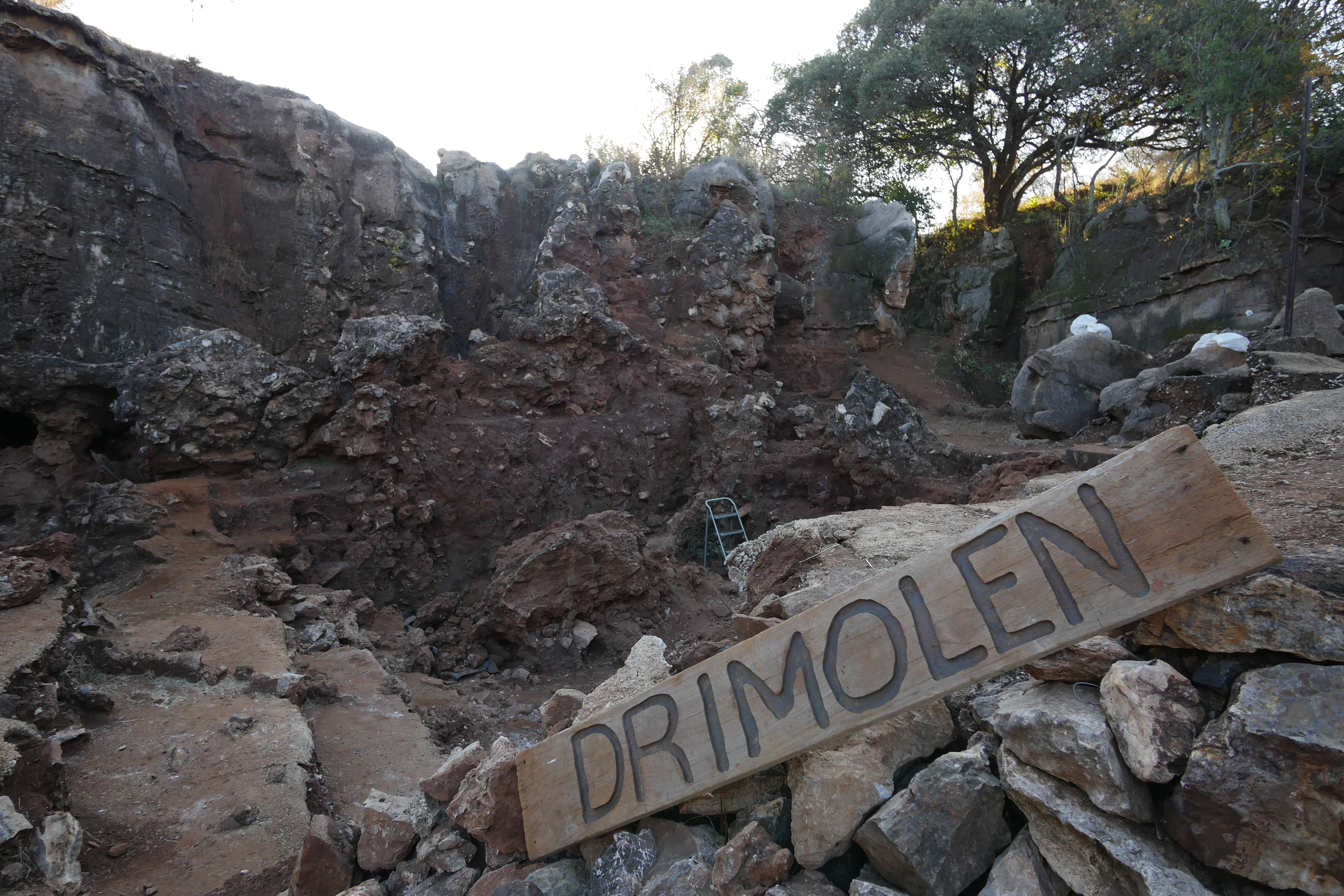
Site principal de Drimolen

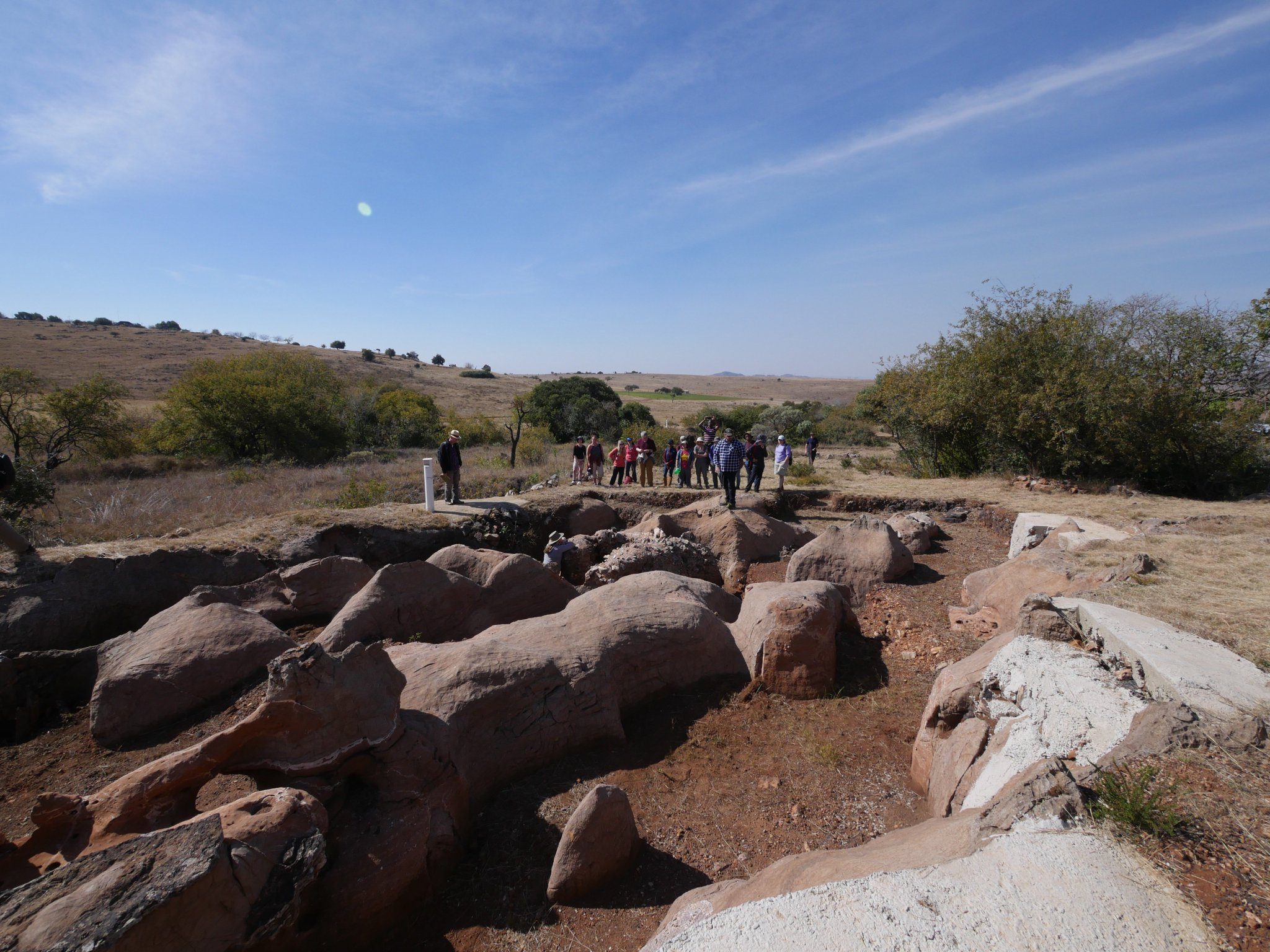
Grotte de Makondo

En 2015, une calotte crânienne partielle du genre Homo (DNH 134) fut découverte par l'étudiant-archéologue Richard Curtis de l'université de La Trobe, au cours d'une campagne de fouilles dirigée par Colin Menter. Le crâne appartient à un individu âgé de 2 à 3 ans. Sa capacité crânienne estimée est de 484 à 593 cm3, ce qui serait légèrement plus petit que le crâne femelle adulte DANS / P1 (environ 598 cm3) trouvé à Kada Gona, en Éthiopie. Le fossile a été surnommé Simon, d'après l'un des membres de l'équipe de fouilles, Simon Mokobane, mort en 2018.
Il a été récemment démontré à partir de l'analyse de nouvelles découvertes, que les Paranthropus robustus de Drimolen, avec ceux des sites voisins de Kromdraai et Swartkrans, forment une lignée évolutive.
Le site principal a été daté entre 2,04 et 1,95 Ma par la combinaison de trois méthodes de datation : datation par l'uranium-plomb, résonance paramagnétique électronique, et paléomagnétisme.

### Paléofaune
Plusieurs des fossiles de paléofaune trouvés sur le site sont soit les premiers, soit les derniers connus de leur espèce, et suggèrent une certaine succession d'espèces dans la région à cette époque. Drimolen est aussi le premier site de la région à avoir livré deux espèces de Dinofelis dans la même couche, Dinofelis barlowi et Dinofelis piveteaui.

## Drimolen Makondo
En 2013, un nouveau gisement a été découvert à environ 50 mètres du site principal, connu sous le nom de Drimolen Makondo. La couche la plus ancienne de ce gisement est datée de 2,61 Ma, ce qui correspond à l'âge de sites tels que Sterkfontein ou Makapansgat.
Aucun fossile d'hominine n'a encore été découvert à Makondo.